# بقم أحمر داكن
بقم أحمر داكن (الاسم العلمي:Caesalpinia rubicunda) هو نوع من النباتات يتبع جنس البقم من الفصيلة البقولية.